# Sociedad Española de Electromedicina e Ingeniería Clínica
La Sociedad Española de Electromedicina e Ingeniería Clínica es una institución científica Española, sin ánimo de lucro, orientada a la mejora y promoción del adecuado uso de la Tecnología Sanitaria. 

## Historia
Fundada en 1993, reúne a los profesionales, tanto de centros hospitalarios como de empresas, que desarrollan sus actividades en el campo del equipamiento electromédico y afines: diseño, ejecución, distribución y/o soporte técnico en España. Su primer presidente y fundador fue D. Carlos Barba Mir, en aquella época Jefe de Servicio de Electromedicina del Hospital Clínico Universitario de Zaragoza y posteriormente Subdirector de Hospital Miguel Servet de Zaragoza

## Actividades principales
Entre los principales logros se encuentra la creación en la RedIRIS de la lista de correo sobre tecnología médica más grande en el mundo en castellano, congresos anuales y la participación en las nuevas cualificaciones del INCUAL para técnicos especialistas en Electromedicina.